# Buroli
Buroli is een plaats in de gemeente Buje in de Kroatische provincie Istrië. De plaats telt 73 inwoners (2001).